# Antonino Cinà
Antonino Cinà (Palermo, 28 aprile 1945) è un mafioso ed ex medico italiano legato a Cosa nostra.
È stato il medico che ha curato Salvatore Riina e Bernardo Provenzano durante la loro latitanza con le famiglie.

## Biografia
Nato nel quartiere palermitano di San Lorenzo, frequenta gli studi e, laureatosi con lode, diventa medico, acquisendo tre specializzazioni, la prima in neurochirurgia presso l'Università degli Studi di Padova come allievo del professore Frugoni, quindi in neurologia presso l'Università degli Studi di Palermo e infine in igiene presso la Università degli Studi di Messina, tutte con lode. Presta servizio presso il reparto di neurologia all'Ospedale Civico di Palermo divenendone aiuto primario. Dopo avere prestato servizio nello stesso Ospedale come neurochirurgo agli inizi della carriera. Si divide inoltre con la libera professione ed un ambulatorio medico di medicina di base nonché analista in un centro di analisi cliniche di sua proprietà.
A causa del suo impegno in ospedale e della sua preparazione, viene spesso invitato a prestare consulenze nel reparto detenuti dell'ospedale civico di palermo dove incontra suo malgrado parecchi soggetti ricoverati di cui diventa medico di fiducia. Per tale motivo diventa medico di fiducia di boss latitanti quali Totò Riina, Leoluca Bagarella, Bernardo Provenzano e Giuseppe Lucchese.
Nel 1992, a cavallo tra le stragi di Capaci e di via d'Amelio, Cinà fece da intermediario e portatore di messaggi tra Totò Riina e l'ex sindaco Vito Ciancimino durante la "trattativa" con il colonnello dei carabinieri Mario Mori e il capitano Giuseppe De Donno, che, appunto, volevano stabilire un contatto con Cosa nostra attraverso Ciancimino mirato alla cessazione delle stragi e alla consegna dei latitanti. Processo conclusosi tuttavia con una prescrizione.
Arrestato più volte tra il 1993 e il 1999 e condannato in via definitiva per associazione mafiosa in base alle accuse dei collaboratori di giustizia Baldassare Di Maggio, Giovanni Drago, Giuseppe Marchese e Giovanni Brusca, nel 1994 gli furono confiscati beni mobili ed immobili dal valore di 10 miliardi di vecchie lire, tra cui una società per la gestione di un centro di analisi cliniche, oltre a una palazzina di tre piani. Tornato in libertà nel 2003, divenne uno dei fedelissimi del boss Bernardo Provenzano durante gli ultimi anni della sua latitanza — era indicato con il numero 164 nel codice dei pizzini del boss corleonese — ma finì nuovamente in carcere nel 2006 nel contesto dell'Operazione Gotha, in cui era accusato di far parte di una sorta di triumvirato insieme ai boss Antonino Rotolo e Francesco Bonura che "governava" la città di Palermo in sostituzione della Commissione provinciale di Cosa nostra. Per quest'accusa, fu condannato a 16 anni di reclusione, in continuazione con una precedente condanna.
Nel 2010, Cinà fu condannato all'ergastolo insieme ad Antonino Rotolo per l'omicidio di Giovanni Bonanno (reggente del mandamento di Resuttana), vittima di lupara bianca l’11 gennaio 2006.